# Marta Bobo Arce
Marta Bobo Arce (Ourense, 18 de març de 1966) és una exgimnasta rítmica espanyola, 9a en els Jocs Olímpics de Los Angeles 1984, els primers Jocs Olímpics on hi va haver competició de gimnàstica rítmica. Va ser campiona d'Espanya en 2a categoria (1979) i en dues ocasions en categoria d'honor (1981 i 1983). Entre d'altres guardons, va rebre el Premi Reina Sofia a la millor esportista espanyola en els Premis Nacionals de l'Esport de 1984 (1985).

## Biografia esportiva

### Inicis
Va començar en la gimnàstica rítmica amb 8 anys al Club 2000 d'Ourense, amb el qual va guanyar diversos campionats sent entrenada per Aurora Martínez. En aquest club es van formar moltes altres gimnastes amb projecció internacional.

### Etapa en la selecció nacional (1978 - 1985)
El 1978, la seleccionadora nacional Ivanka Tchakarova la va escollir per entrar a la selecció nacional de gimnàstica rítmica d'Espanya, per la qual cosa es va traslladar a Madrid. El 1979 va ser campiona d'Espanya en 2a categoria per davant de Virginia Manzanera i Pino Díaz. Va debutar amb la selecció als 15 anys en el Campionat del Món de gimnàstica rítmica de 1981, celebrat a Múnic, en l'etapa com seleccionadora de Meglena Atanasova. Aquest mateix any va ser campiona d'Espanya per primera vegada en la categoria d'honor. El 1982, Emilia Boneva es va convertir en seleccionadora nacional i va passar a ser la seva entrenadora. El 1983 va tornar a ser campiona d'Espanya en la categoria d'honor de la modalitat individual. Aquest any, a la Final de la Copa del Món a Belgrad, va ser 8a en el concurs general, 8a en pilota i 6a en cinta. Igualment, en el Campionat del Món d'Estrasburg va ser 10a a la general, ficant-se en les finals de cèrcol i pilota, on va obtenir els llocs 8è i 7è respectivament.

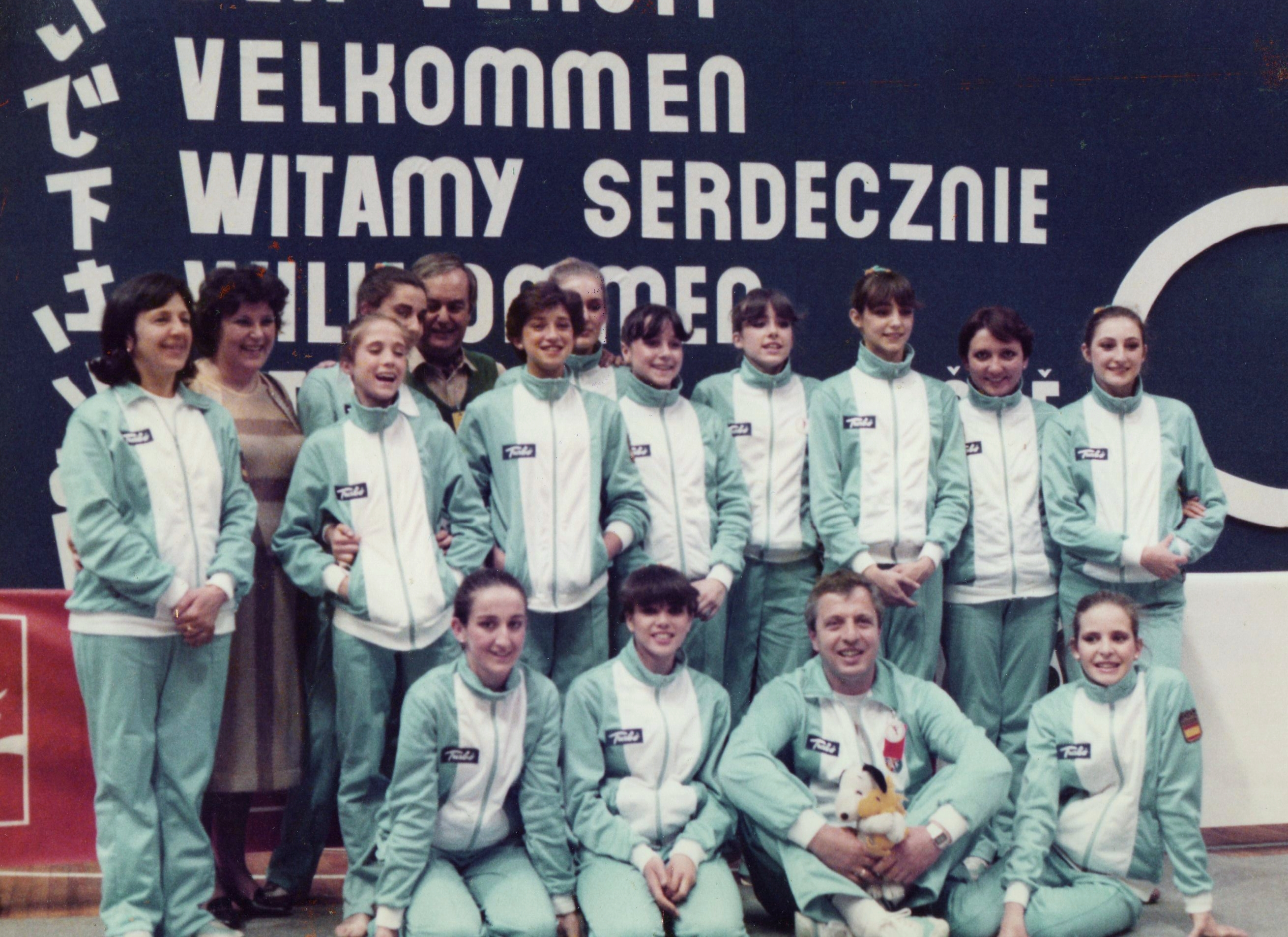
Marta (dempeus, tercera a l'esquerra) amb la selecció a la Final de la Copa del Món de Belgrad (1983)
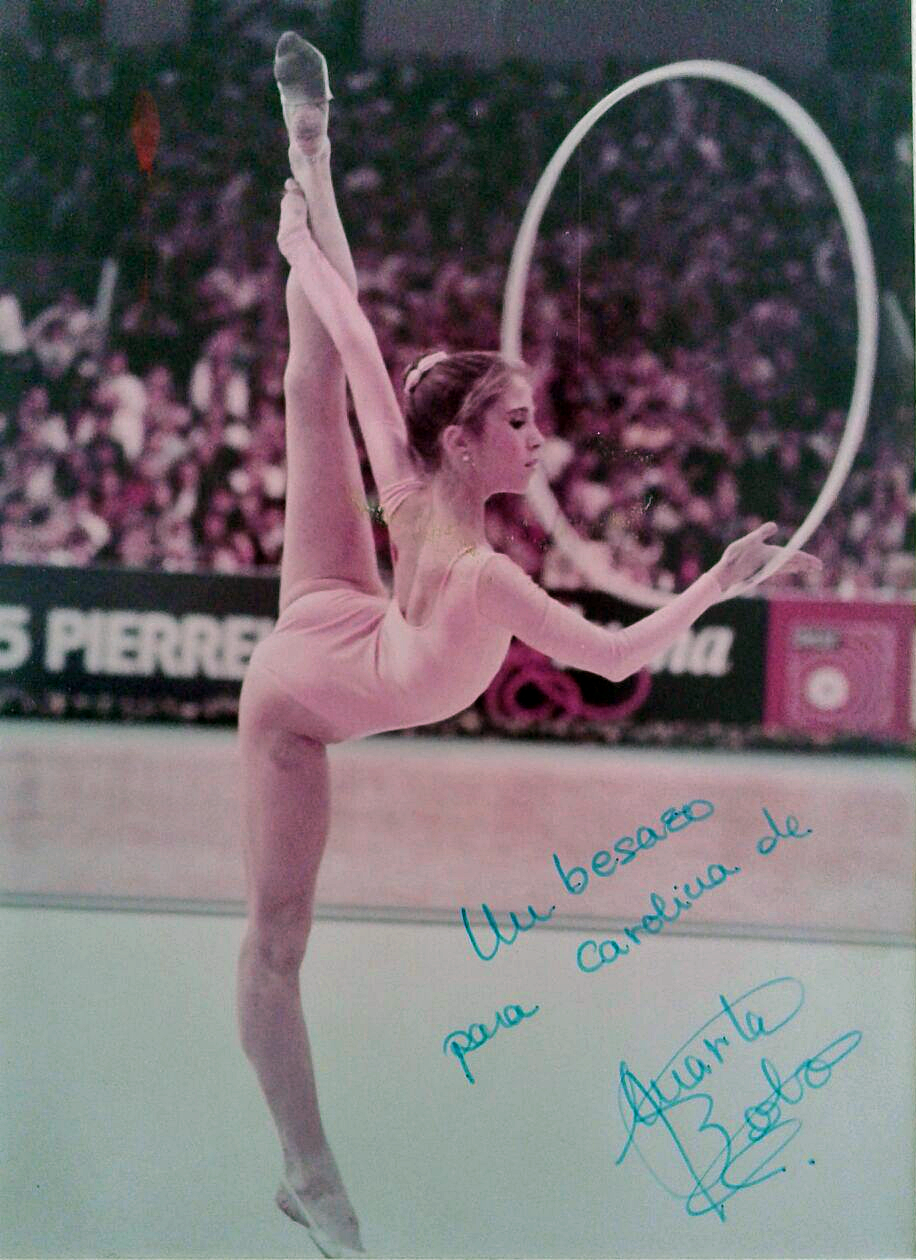
Marta Bobo al Mundial d'Estrasburg (1983)

El juliol del 1984, un mes abans dels Jocs Olímpics, va aparèixer a la premsa una notícia que deia que la Marta patia anorèxia nerviosa, encara que no s'esmentaven les fonts. Finalment va poder competir a Los Angeles després que un metge, a què va ser portada pels seus pares, acredités que en realitat no tenia aquesta malaltia. En declaracions posteriors, com en una entrevista a El País el 2011, Bobo va dir que la notícia de la seva malaltia era una notícia falsa i va atribuir el seu origen a la Reial Federació Espanyola de Gimnàstica, que segons ella volia substituir-la per una altra gimnasta. Finalment, ella i Marta Cantón van representar a la rítmica espanyola en els Jocs Olímpics de Los Angeles, els primers Jocs Olímpics on hi va haver competició de gimnàstica rítmica. Tot i que va arribar a anar en primera posició al finalitzar el primer dia, diversos errors en l'exercici de cinta, atribuïts per Bobo i la premsa espanyola de la forta presència d'aire condicionat, van fer que baixés finalment a la 9a plaça.
El 1985 no va poder competir en el Campionat del Món de Valladolid. El motiu d'aquesta absència va ser (segons fonts federatives) una lesió, tot i que la Marta ha negat que aquesta existís. Coincidint amb un mes de vacances després del Mundial, va decidir viatjar al Canadà després de rebre una invitació perquè realitzés diverses exhibicions en aquest país, on es va retrobar amb l'entrenadora Ivanka Tchakarova. Després d'un mes allà va tornar a Espanya, però diversos tècnics de la Federació i Emilia Boneva, van mostrar la seva negativa que continués en l'equip nacional, motiu pel qual va tornar al Canadà per seguir la seva carrera esportiva.

### Etapa al Canadà i retirada (1985 - 1991)
Al Canadà va continuar practicant gimnàstica rítmica, arribant a competir en el campionat nacional canadenca. Allà va estudiar la llicenciatura d'Educació Física i Salut a Toronto i es va formar com a jutgessa i entrenadora, arribant a entrenar gimnastes de l'equip nacional canadenc. Va tornar a Espanya breument el 1986, amb 20 anys, per competir com a independent en el Campionat d'Espanya Individual, que se celebrava a Ourense.

### Tornada a Espanya (1991 - actualitat)
El 1991 va tornar a Galícia després de l'oferiment que dirigís el futur Centre d'Alt Rendiment. El projecte va ser finalment cancel·lat, però el 1992 va començar a donar classes a la Facultat de Ciències de l'Esport de la Universitat de La Corunya, pel que va decidir quedar-se a Espanya. També va entrenar al Club Acordes Narón. En una entrevista a El País Semanal el 1993, Bobo parlava així sobre la seva retirada de la gimnàstica: 
| « | Després de donar-los els millors anys de la teva vida, ningú de la Federació es recorda de tu. Quan ho deixes, el món s'ensorra i ningú t'ajuda. Tu ets la teva única amiga, mestra i directora. | » |

Actualment segueix sent professora d'expressió corporal i didàctica de la dansa a la Facultat de Ciències de l'Esport de la Universitat de La Corunya. i exerceix com a jutgessa internacional. El 2017 va aparèixer com una de les gimnastes il·lustrades al llibre Pinzellades de rítmica de Montse i Manel Martín.

## Llegat i influència
Bobo ha estat considerada recurrentment una de les primeres estrelles espanyoles de la gimnàstica rítmica junt amb Susana Mendizábal. En el llibre Pinzellades de rítmica, l'exgimnasta Montse Martín i el seu germà Manel parlen així sobre el llegat de Bobo i les característiques com a gimnasta que li atribueixen: 
| « | La millor gimnasta espanyola a principis dels anys vuitanta, i una de les «culpables» de donar a conèixer la gimnàstica rítmica a Espanya, al costat de la seva predecessora, Susana Mendizábal […] Gimnasta menuda, d'aspecte fràgil, prima però forta, amb gran flexibilitat i una sensibilitat a l'hora d'interpretar els seus exercicis, es va convertir en un referent just darrere de búlgares i soviètiques […] la seva posició final [en l'exercici de pilota de 1984] a terra amb agafada de cama enrere era un dels [elements] més esperats en les competicions. | » |

El 2016, la periodista Marta Villar va indicar en un article de La Opinión A Coruña que:
| « | La imatge d'una nena de cua rossa que feia màgia amb la pilota o la cinta sobre el tapís està encara indeleble en la ment de moltes generacions d'espanyoles i va generar centenars de vocacions al sortir per televisió en els anys vuitanta […] va ser el germen del nivell d'aquest esport a Espanya. | » |

## Música dels exercicis
| Any         | Aparells | Música |
| ----------- | -------- | --- |
| 1983        | Pilota   | «Feelings» de Morris Albert. |
| 1983 - 1984 | Maces    | «Raindrops Keep Fallin' on My Head», composta per Burt Bacharach i Hal David i interpretada en la seva primera versió per B. J. Thomas. |
| 1984        | Pilota   | «Memory» del musical Cats d'Andrew Lloyd Webber.                                                                                        |

## Palmarès esportiu

### Selecció espanyola
| 1981 - Campionat del Món de Múnich 12è lloc en concurs general 7è lloc en maces 1982 - Campionat d'Europa de Stavanger 20è lloc en concurs general 8è lloc en corda 1983 - Final de la Copa del Món en Belgrad 8è lloc en concurs general 8è lloc en pilota 6è lloc en cinta | 1983 (continuació) - Campionat del Món d'Estrasburg 10è lloc en concurs general 8è lloc en cèrcol 7è lloc en pilota 1984 - Jocs Olímpics de Los Angeles 1984 8è lloc en preliminars 9è lloc en final - Campionat d'Europa de Viena 12è lloc en concurs general 6è lloc en pilota |

## Premis, reconeixements i distincions
- Medalla al Mèrit Gimnàstic, atorgada por la Reial Federació Espanyola de Gimnàstica (1982)[13]
- Premis Reina Sofia a la millor esportista espanyola, atorgat pel CSD i entregat als Premis Nacionals de l'Esport de 1984 (1985)[14]

## Programes de televisió
| Programes de televisió | Programes de televisió   | Programes de televisió | Programes de televisió                                            |
| Any                    | Títol                    | Cadena                 | Notes                                                             |
| ---------------------- | ------------------------ | ---------------------- | ----------------------------------------------------------------- |
| 1984                   | De Olimpia a Los Ángeles | La 1 de TVE            | Entrevistada al reportatge.                                       |
| 2013                   | Documentos TV            | La 2 de TVE            | Entrevistada al documental de producció pròpia Ojo con tus datos. |
| 2016                   | Informe en V             | V Televisión           | Entrevistada al reportatge «Galicia olímpica».                    |